# شاكر البشارة
شاكر بشارة البشارة (1938 - 1990) هو شاعر وكاتب سوري راحل.

## حياته ومسيرته
وُلد شاكر البشارة سنة 1938 في بلدة خبب من أعمال حوران جنوب سوريا من عائلة تعتمد على الزراعة في معيشتها. ترك شاكر الدراسة في سن مبكرة، وبدأ يعمل ليعيل أمه وأختيه بعد أن توفي والده تاركًا عبء العائلة على كاهل والدته، التي رحلت للعمل حالها حال الكثيرين من أبناء المنطقة التي تعرضت في تلك الفترة لسنين طويلة من القحط والجفاف. وبقيت العائلة مدة حتى بلغوا الأبناء وبعدها عادت إلى القرية. اضطر شاكر البشارة للالتحاق بالجيش لكي يجد مدخلًا آخرًا للعيش منه، وشارك في الحربين عام 1967 و 1973 حرب تشرين حيث فقد في الحرب، وظن الناس أنه مات أو أسر، ولكنه عاد متعب بعد رحلة مسير طويلة.

## أعماله
بدء شاكر البشارة بالكتابة يسن مبكرة وأول قصيدة كتبها كانت عن مدرسه وهو في التاسعة من عمره، اتسم أسلوبه الكتابي بحس الفكاهة وطرحه للنقد بطريقة كوميدية. (جمع ابنائه أغلب أعماله في دواوين وكتب), منها:
قالت: وقلت ديوان شعر كتبه عن زوجته هناري.
خبب يا عز الحبايب: أول ديوان شعر كتبه عن بلدته.
عش البلابل: مجموعة قصائد متنوعة.
من خفايا النرجس: ديوان شعر غزل.
شيطان أم ملاك: رواية تحكي عن الإنسان وتخبطه بين غرائزه ومبادئه.
أمانة: قصة تتكلم عن سيرة الكاتب وعمله كأمين عن المستودعات.

## وفاته
توفي في سنة 1990م بحادث سير.